# 乗数・加速度モデル
乗数・加速度モデル（じょうすうかそくどモデル、英: Multiplier–accelerator model）とは、景気循環を説明するモデルである。ハンセン＝サミュエルソンの乗数・加速度モデルとも呼ばれる。ポール・サミュエルソン（Samuelson, P.A. (1939)）が発表し、J. R. ヒックス（Hicks, J.R. (1950)）が発展させた。発展させたものはサミュエルソン＝ヒックスの乗数・加速度モデルと呼ばれる。

## 概要
乗数・加速度モデルは乗数原理と加速度原理を合わせ、景気循環を説明しようというものである。以下はサミュエルソンによる乗数・加速度モデルである。
ただし、
- {\displaystyle Y}： GDP
- {\displaystyle C}： {\displaystyle C_{t}}はt期の消費。{\displaystyle C}は基礎消費。
- {\displaystyle I}： {\displaystyle I_{t}}はt期の投資。{\displaystyle I}は独立投資。
- {\displaystyle c}： 消費性向
- {\displaystyle t}： t期(時間)
- {\displaystyle v}： 加速度係数

をそれぞれ指す。
ここで、(1){\displaystyle Y_{t}=C_{t}+I_{t}}はt期の国民所得{\displaystyle Y_{t}}が消費されるか投資されるかのいずれかであることを示している。(2){\displaystyle C_{t}=C+cY_{t-1}}はt期の消費{\displaystyle C_{t}}がどのように決定されるかを示している。(3){\displaystyle I_{t}=I+v(Y_{t-1}-Y_{t-2})}はt期の投資{\displaystyle I_{t}}がどのように決定されるかを示している。(3)式は加速度原理を表している。
(1)、(2)を(3)に代入すると、
という2階差分方程式を得る。これを(4)式とする。
{\displaystyle A\equiv C+I}
とおいて、(4)式を整理すると、
(4')式の不動点を求めると、
これを(5)式とする。
(4')式の特性方程式は、
この特性方程式を(6)式とする。(6)式の判別式をDとすると
{\displaystyle D=(c+v)^{2}-4v}
よって、{\displaystyle (c+v)^{2}-4v}が正のとき実根が存在し、負のとき複素根が存在する。
(6)式の特性根は
{\displaystyle \lambda _{1},\lambda _{2}={\frac {(c+v)\pm {\sqrt {(c+v)^{2}-4v}}}{2}}}
このモデルで示される経済は、(6)式の特性根が実根の場合、時間とともに単調に発散するか、単調に不動点に収束することになる。このモデルで示される経済は、(6)式の特性根が複素根の場合、変動が存在する。
複素根が存在するとして、これらの複素根を
{\displaystyle \alpha +i\beta ,\alpha -i\beta }
と置く。さらに、特性根の絶対値を{\displaystyle \rho ={\sqrt {\alpha ^{2}+\beta ^{2}}}}とすると、 
- {\displaystyle \tan \theta ={\frac {\beta }{\alpha }}}
- {\displaystyle \alpha =\rho \cos \theta }
- {\displaystyle \beta =\rho \sin \theta }

となる。これらの式から、
{\displaystyle \lambda _{1}=\rho (\cos \theta +\sin \theta )}
{\displaystyle \lambda _{2}=\rho (\cos \theta -\sin \theta )}
同次部分の一般解を求めると、
{\displaystyle a_{1}\lambda _{1}^{t}+a_{2}\lambda _{2}^{t}=2k\rho ^{t}\cos(t\theta +\varepsilon )}
(6)式の特性根の式から、
{\displaystyle \alpha ={\frac {c+v}{2}}}
{\displaystyle \beta ={\frac {\sqrt {4v-(c+v)^{2}}}{2}}}
なので、
{\displaystyle \rho ={\sqrt {v}}}
となる。このとき、{\displaystyle v<1}ならば解の軌道は時間とともに振動しながら不動点に収束し、{\displaystyle v>1}ならば解の軌道は時間とともに振動しながら発散する。
このサミュエルソンの乗数・加速度モデルの特性方程式が複素根を持つ場合に対して、J. R. ヒックスは床と天井の概念を導入した。